# Lepenac (rzeka)
Lepenac (serb.Лепенац, maced. Лепенец - Łepenec, alb. Lepenci) – rzeka w południowym Kosowie i w północnej Macedonii Północnej, lewy dopływ Wardaru w zlewisku Morza Egejskiego. Długość - 75 km (60 km w Kosowie, 15 km w Macedonii), powierzchnia zlewni – 770 km² (695 km² w Kosowie, 75 km² w Macedonii).
Źródła Lepenaca znajdują się na wysokości 1820 m n.p.m. na wschodnich stokach pasma górskiego Kodža Balkan, na wschód od Prizrenu w Kosowie. Lepenac płynie na wschód wzdłuż północno-zachodniego krańca pasma Šar Planina i przepływa południowym skrajem kotliny Veliko Kosovo, gdzie przyjmuje swój największy dopływ - Nerodimkę. Następnie skręca na południowy wschód i tworzy Przełom Kaczanicki oddzielający Szar Płaninę od pasma Crnej Gory na wschodzie. Koło wsi Đeneral Janković rzeka przecina granicę kosowsko-macedońską. Koło wsi Secziszte przełom się kończy i Lepenac wypływa do kotliny Skopje, należącej do doliny Wardaru. Uchodzi do tej rzeki na północnych przedmieściach Skopja, na wysokości 262 m n.p.m.
Doliną Lepenaca w średnim i dolnym biegu przebiegają droga (trasa europejska E65) i linia kolejowa łączące Prisztinę ze Skopjem. Rzeka ma spory potencjał energetyczny, obecnie nie wykorzystywany.